# Tšeču
Tšeču (Dzongkha: ཚེས་བཅུ།, dobesedno 'deseti dan') so letni verski butanski festivali, ki potekajo v vsakem okrožju ali dzongkhagu Butana na deseti dan v mesečnem tibetanskem koledarju. Mesec je odvisen od kraja. Tšeču je verski praznik Drukpa (sekta Rdečih kap), šole Kagju, tibetanskega budizma.
Tšeču je veliko družabno srečanje, ki opravljajo funkcijo družbenega povezovanja med ljudmi oddaljenih in razširjenih vasi. Ob tem se organizirajo tudi veliki sejmi, kjer se vodi živahna trgovina.  Thimphu tšeču in Paro tšeču sta med največjimi tšečuji v smislu sodelovanja in občinstva.

## Tradicija tšeču
Osrednja točka tšečuja so Cham plesi. Ti kostumirani plesi mask so običajno moralne slike ali pa temeljijo na incidentih iz življenja učitelja Njingme iz 9. stoletja Padmasambhave in drugih svetnikov. Običajno menihi izvajajo ples razkriti v določenih skupinskih plesih, vključno s plesom Črni klobuk, medtem ko laiki plešejo maskirani, v precej različnih igrah. Menihi so na splošno zelo natančni v svojem gibanju, medtem ko nekatere vloge laikov vključujejo precej telovadbe (kot je spodaj prikazan preskok psa, ki ponavlja to premikanje znova in znova). Skupine žensk med predstavami pojejo pesmi z omejenimi plesnimi gibi.
Večina tšečujev ima tudi razgrnjen thongdrel - velik appliqué thangke, ki običajno prikazuje sedečega Padmasambhavo, obdanega s svetimi bitji, čigar samo gledanje naj bi očistilo gledalca greha. Thongdrel se odvije pred zoro in se zjutraj navije.
Ker je tšeču odvisen od razpoložljivosti maskiranih plesalcev, so registrirani plesalci kaznovani, če ne želijo nastopati na festivalih. 

## Zgodovina
Veliki učenjak Padmasambhava je v 8. in 9. stoletju obiskal Tibet in Butan. Prekrščevalce budizma je spreminjal z izvajanjem obredov, recitiranjem mantr in končno izvedbo plesa podjarmljenja, da bi premagal lokalne duhove in bogove. Obiskal je Butan, da bi pomagal umirajočemu kralju Sindhuju Radži. Padmasambhava je izvedel vrsto takih plesov v dolini Bumthang, da bi obnovil zdravje kralja. Zahvalni kralj je pomagal širiti budizem v Butanu. Padmasambhava je organiziral prvi tšeču v Bumthangu, kjer je bilo osem manifestacij Padmasambhave predstavljenih skozi osem oblik plesov. To so postali Cham plesi, ki prikazujejo slavo Padmasambhave.

## Urnik
Plesni urnik za vsak dan štirinajstdnevnega festivala je določen in na splošno sestoji iz naslednjih plesov:
- Prvi dan: Ples štirih jelenov (Sha Tsam), ples treh ljubeznivih Ging (Pelage Gingsum), ples junakov (Pacham), ples jelenov in psov (Shawo Shachi) in ples s kitaro (Dranyeo Cham)
- Drugi dan: ples črnih klobukov (Shana), ples 21 črnih klobukov z bobni (Sha nga ngacham), ples plemičev in dam (Pholeg Moleg), ples bobnov iz Dramite (Dramitse Ngacham), ples plemičev in dam (Pholeg Moleg) in ples jelenov in psov (Shawa Shachi)
- Tretji dan: ples gospodarjev kremacij (Durdag), ples grozljivih božanstev (Tungam) in ples Rakš in sodba mrtvih (Ragsha Mangcham)
- Zadnji dan festivala so plesi z naslovom: ples samostana Tamzhing iz Džakarja, ples gospodarjev kramcije (isti ples kot tretji dan), ples Ging in Tsoling (Ging Dang

Tsoling) in ples osmih manifestacij Padmasambhave (Guru Tshen Gye).
Zadnji dan štiridnevnega festivala zaznamuje tudi razgrnitev thongdrela, zelo velikega zvitka tangke, ki se z zgodaj zjutraj zvije ob intenzivni verski vnemi. Ta slika meri 30 m × 45 m ima sliko Padmasambhave v središču, ki jo obkrožajo njegovi dve družici in tudi njegovih osem inkarnacij. Častilci, ki se zbirajo, da bi bili priča tej priložnosti, pred thongdrelom molijo in iščejo blagoslov. Ob tej priložnosti se izvajajo ljudski plesi. Pred sončnim vzhodom se slika zapre in shrani v dzong, preden se ponovno prikaže leto kasneje. 

## V popularni kulturi
Butanski film Travellers and Magicians je postavljen med skupino popotnikov, od katerih jih večina odhaja na tšeču v Thimphu.